# Ixonympha
Ixonympha là một chi bướm đêm thuộc họ Tortricidae.

## Các loài
- Ixonympha hyposcopa (Lower, 1905)